# هواپیمایی اروان
هواپیمایی اروان (به انگلیسی: Air1Air) یک شرکت هواپیمایی ایرانی است که متعلق به صندوق ذخیره فرهنگیان می باشد. این شرکت در 24 بهمن ۱۳۹۶ با مجوز سازمان هواپیمایی کشوری ثبت و پس از دریافت مجوزهای لازم، در 29 تیرماه ۱۴۰۲ اولین پرواز خود را آغاز و رسماً در صنعت هوایی کشور حضور یافت. دفتر اصلی در تهران می باشد. این شرکت خود را به عنوان یک هواپیمایی ارزان‌قیمت (به انگلیسی: Low Cost) معرفی می‌ نماید و شعارش «سود ما در حداکثرسازی منافع شماست» می باشد.

## ناوگان
این شرکت هواپیمایی دارای ۴ فروند هواپیمای بویینگ ۷۳۷ است.
| هواپیما        | تعداد |
| -------------- | ----- |
| بویینگ ۷۳۷–۴۰۰ | ۳     |
| بویینگ ۷۳۷–۳۰۰ | ۱     |
| مجموع          | ۴     |

## نکات
- اولین پرواز هواپیمایی اروان در مسیر تهران به مشهد، با هواپیمایی که به نام معلم مزین شده بود انجام شد.